# Comunità ebraica di Moncalvo
Moncalvo è stata sede, fino al 1939, di un'importante comunità ebraica, oggi scomparsa.

## La storia
Gli ebrei iniziarono a stabilirsi a Moncalvo nel tardo medio evo, prima del 1400 (sotto il dominio dei Paleologi).
 Provenivano dai territori della Francia, come la gran parte degli ebrei che popolarono il Piemonte a seguito delle espulsioni francesi del 1306, 1322, 1394.
Tra il 1570 e il 1600 sono documentate diverse concessioni ad ebrei di aprire banchi di prestito. Il ghetto, che fu istituito dai Savoia nel 1731 e nel quale andarono ad abitare le 171 persone della comunità, era situato in una breve viuzza, con ingressi da via Montanari e via XX Settembre.
 Ai primi dell'Ottocento la comunità raggiunse la sua massima espansione e nel 1817 venne fondata anche una Società di Mutuo soccorso ebraica. Nel 1836 abitavano nel ghetto 233 persone. L'emancipazione con la proclamazione dello Statuto Albertino significò l'ottenuta dignità, e la sinagoga del ghetto restaurata nel 1859 con una nuova facciata sulla pubblica piazza. Fu l'opportunità per gli ebrei di contribuire al paese. Importanti volumi furono stampati nella stamperia-libreria di Giuseppe Sacerdote di Moncalvo, Ippolito Israele Luzzati di Moncalvo divenuto famoso giurista all'Università di Torino e quindi fu deputato del Regno si prodigò per le associazioni di Moncalvo, il rabbino Salvador Foa di Moncalvo (nonno del politico Vittorio Foa) guidò la sinagoga di Moncalvo, poi quella d'Asti ed infine quella di Torino. Fu tuttavia anche l'inizio del rapido declino della comunità con l'emigrazione verso i centri maggiore della regione.
 Alcuni degli ultimi membri anziani della comunità furono vittime delle persecuzioni razziali della Shoah.

## L'antico rito
Moncalvo fu una delle ultime comunità a mantenere vivo l'antico rito francoprovenzale "minhag APAM", assieme alla vicina Asti ed a Fossano.

## La sinagoga
L'edificio della sinagoga, in piazza Carlo Alberto, ha una caratteristica straordinaria: è l'unico caso in Italia, se non in Europa, di un comune nella cui piazza principale si affaccia una sinagoga e non una chiesa. Con l'estinzione della Comunità di Moncalvo, la sinagoga passo alla Comunità ebraica di Casale Monferrato. L'edificio fu ceduto, usato come deposito ed i preziosi arredi furono trasferiti in Israele.
 Unica traccia importante rimasta è la facciata con un'iscrizione in ebraico e italiano: "La mia casa sarà chiamata casa di preghiera per tutte le genti" (Isaia 56,7), restaurata di recente.
Rimane integro l'affascinante antico cimitero, posto nel verde di una collina antistante Moncalvo, sulla via per Alessandria, che è stato recentemente oggetto di intervento conservativo.

## La gran Bataja
Si tratta dell'unico componimento a stampa in versi giudeo-piemontesi. Una composizione vivace che narra della battaglia degli ebrei di Moncalvo. È la più ricca testimonianza del giudaico piemontese, composta a metà '800 ed è stata stampata nel 1877 da Niccolini. Pare non sia stata scritta da un ebreo, ma da un nobile della zona. A testimonianza di un "dialetto" vivo dentro e fuori dal ghetto, ripreso dal glottologo Benvenuto Aronne Terracini e più recentemente da Primo Levi ne Il sistema periodico.